# Dentsply International
Dentsply International ist ein amerikanischer Hersteller von Dentalprodukten. Das 1899 gegründete Unternehmen ist der größte Hersteller von Dentalprodukten in der Welt. Dentsply hat Niederlassungen in 22 Ländern und vertreibt seine Produkte in über 100 Ländern.
Der Sitz von Dentsply Zahnmedizin Deutschland (Dentsply DeTrey GmbH) befindet sich in Konstanz. Der Sitz der Zahntechnischen Produkte (DeguDent) befindet sich in Hanau.
Dentsply stellt Zahnersatz, Zahnfüllungen und Zahnimplantate her und vertreibt diverse andere Produkte des Zahnarztbedarfs wie Spritzen, Anästhetika oder Bleischürzen. Die Firma ist der zweitgrößte Amalgam-Hersteller in den USA.

## Geschichte
Die Geschichte des Zahnersatzes geht bis zum Jahr 1820 zurück. Damals wurde eine Familie von Silberschmieden in London von einem Zahnarzt aufgefordert Zahnersatz herzustellen. Etwa 70 Jahre später entwickelte ein Schweizer Zahnarzt die erste brauchbare Goldfüllung. In diese Zeit fällt auch die Gründung von Dentsply. 1899 kamen vier Geschäftsleute zusammen (Jacob F. Frantz, M.D., Dean C. Osborne, George H. Whiteley, John R. Sheppard) um in das Geschäft mit Zahnersatz einzusteigen. In der Zwischenzeit ist Dentsply massiv gewachsen. 1963 übernahm Dentsply L. D. Caulk, 1976 von der Amalgamated Dental Co. Ltd die DeTrey AG in Zürich. Forschung und Produktion wurden 1985 nach Konstanz verlegt. 1999 erwarb Dentsply die Medizinsparte von FRIATEC, Friadent. Im Jahr 2001 übernahm Dentsply die Dental-Gruppe von der Degussa AG für 576 Mio. Euro und wurde damit zu einem der größten Hersteller von Dentalprodukten. 2015 erfolgte eine Fusion mit Sirona Dental Systems.